# Liste der Kulturdenkmale in Aumühle
In der Liste der Kulturdenkmale in Aumühle sind alle Kulturdenkmale der schleswig-holsteinischen Gemeinde Aumühle (Kreis Herzogtum Lauenburg) und ihrer Ortsteile aufgelistet (Stand: 31. März 2025).

## Legende
In den Spalten befinden sich folgende Informationen:
- Objekt-ID: die Nummer des Kulturdenkmales
- Lage: die Adresse des Kulturdenkmales und die geographischen Koordinaten. Kartenansicht, um Koordinaten zu setzen. In der Kartenansicht sind Kulturdenkmale ohne Koordinaten mit einem roten Marker dargestellt und können in der Karte gesetzt werden. Kulturdenkmale ohne Bild sind mit einem blauen Marker gekennzeichnet, Kulturdenkmale mit Bild mit einem grünen Marker.
- Offizielle Bezeichnung: Bezeichnung des Kulturdenkmales
- Beschreibung: die Beschreibung des Kulturdenkmales
- Bild: ein Bild des Kulturdenkmales

## Sachgesamtheiten
| Objekt-ID      | Lage | Offizielle Bezeichnung       | Beschreibung | Bild                             |
| -------------- | --- | ---------------------------- | --- | -------------------------------- |
| 50444 Wikidata | Am Bahnhof 1–3, 5–5a, 7, 9, Am Bahnhof (53° 31′ 41″ N, 10° 20′ 28″ O)                                           | Bahnhof Friedrichsruh        | Bahnhof Friedrichsruh; 1846, um 1900; an der Bahnstrecke Hamburg-Berlin gelegenes Ensemble des Haltepunktes Friedrichsruh, klassizistisches Bahnhofsgebäude mit nach Osten anschließender Gruppe zugehöriger Wohn- und Verwaltungsgebäude sowie dem Bahnschuppen der Zeit um 1900 - Begründung: geschichtlich, wissenschaftlich, künstlerisch, städtebaulich, Kulturlandschaft prägend - Schutzumfang: Bahnhof Friedrichsruh mit zwei Linden, Nebengebäude (Am Bahnhof); Wohnhaus (Am Bahnhof 1-3), Doppelwohnhaus (Am Bahnhof 5-5a), Wohnhaus (Am Bahnhof 7), Bahnschuppen (Am Bahnhof 9) | weitere Fotos \| Fotos hochladen |
| 49621 Wikidata | Am Bismarckmausoleum 1, Am Bismarckmausoleum, Am Museum, Am Säge-werk 1 (53° 31′ 40″ N, 10° 20′ 10″ O)          | Bismarckmausoleum mit Umfeld | Bismarckmausoleum mit Umfeld; Ende 19. Jh.; 1898/99 durch Ferdinand Schorbach errichtete Grabkapelle Ottos von Bismarck in historisierenden Formen der Spätromanik, Umfeld parkartig gestaltet, als nationale Gedenkanlage inszeniert mit Pförtnerhaus und Pforte, östlich vorbeiführend ein historischer Hohlweg, umliegend separiert Gedenkanlage für die auf See gebliebenen Marinesoldaten des gesunkenen Schlachtschiffs Bismarck von 1954, Hirschgruppe (Bronzeguss von 1895) sowie denkmalartig arrangiert ein Sandstein-block von der Grotenburg - Begründung: geschichtlich, künstlerisch, städtebaulich, Kulturlandschaft prägend - Schutzumfang: Bismarckmausoleum, Parkanlage, Hirschgruppe, Gedenkanlage für die Marinesoldaten der Bismarck (Am Bismarckmausoleum 1); Hohlweg (Am Bismarckmausoleum), Sandsteinblock von der Grotenburg (Am Museum), Pförtnerhaus mit Pforte (Am Sägewerk 1) | weitere Fotos \| Fotos hochladen |
| 49642          | Am Museum 2, Rosenstraße 1–3, 4–4a, 5–6, 7, 8, 9–10, Ödendorfer Weg 1, 2, 3, 5 (53° 31′ 48″ N, 10° 20′ 23″ O)   | Friedrichsruh-Ort            | Friedrichsruh-Ort; 19. Jh.; Ortskern, Gebäudeensemble aus kleinen Wohn-häusern entlang der Rosenstraße und des Ödendorfer Weges sowie den Gasthausgebäuden „Forsthaus“ im Norden und ehem. „Landhaus“ (heute Bismarck-Museum) im Süden - Begründung: geschichtlich, wissenschaftlich, städtebaulich, Kulturlandschaft prägend - Schutzumfang: Bismarck-Museum (Am Museum 2), Chausseewärterhaus (Ödendorfer Weg 1), „Das Rote Haus“ (Ödendorfer Weg 2), sog. Gendarmenhaus (Ödendorfer Weg 3), „Forsthaus“ (Ödendorfer Weg 5), Wohnhäuser (Rosenstraße 1-3, 4-4a, 5-6, 8), ehem. Eis-haus (Rosenstraße 7), Doppelkate, Nebengebäude (Rosenstraße 9-10) | weitere Fotos \| Fotos hochladen |
| 29515          | Am Schloßteich 1, 2, 3, 4–8, 5, 9, 11, Am Museum 5, Am Schloßteich, Schloß-weg 1 (53° 31′ 44″ N, 10° 20′ 15″ O) | Schloss Friedrichsruh        | Schloss Friedrichsruh; um 1900, 1947; Wohnsitz der Fürsten von Bismarck, 1947 nach Kriegszerstörung des Vorgängerbaus von Erich Elingius errichtetes zweigeschossiges Herrenhaus in schlichten historisierenden Formen, umliegender Park als Landschaftsgarten gestaltet, v. a. im südlichen Teil von Backsteinmauer eingefriedet, im Osten um 1900 errichteter Marstall, im Westen historischer Siedlungskern an der zum Schlossteich aufgestauten Schwarzen Au, hier Brauerei des 17. Jhs. mit Wohnhaus sowie versch. zum Schlossareal gehörige Funktionsbauten wie Forsthaus, Kutscherhaus und Wohnhäuser des beginnenden 20. Jahrhunderts. - Begründung: geschichtlich, wissenschaftlich, künstlerisch, städtebaulich, technisch, Kulturlandschaft prägend - Schutzumfang: Marstall (Am Museum 5); Braumeister-Wohnhaus, Brücke mit Wehr mit Geländer (Am Schloßteich); Verwaltungsgebäude (Am Schloßteich 1); Gärtnerhaus, Nebengebäude, südl. Nebengebäude, Mauer mit Zufahrtstor (Am Schloßteich 2); Kutscherhaus, Remise (Am Schloßteich 3); Alte Brauerei (Am Schloßteich 4-8); Neue Oberförsterei (Am Schloßteich 5); Wohnhaus (Am Schloßteich 9); sog. Turmhaus (Am Schloßteich 11); Schloss Friedrichsruh, Schlosspark mit Schlossparkmauer und Portale, Schlossteich, Torhaus (Schloßweg 1) | Fotos hochladen                  |
| 51643          | Tannenweg 3, Pfingstholzallee 4 (53° 31′ 41″ N, 10° 19′ 1″ O)                                                   | Villenensemble Gebrüder West | Villenensemble Gebrüder West; ab 1901, Architekten Emil Neupert und Erich Teschemacher; bestehend aus zwei repräsentativen Villen mit Villengärten, Gartenpavillon, Garage und Einfriedung - Begründung: geschichtlich, städtebaulich - Schutzumfang: Villa, Villengarten (Pfingstholzallee 4); Villa, Villengarten mit Einfriedung, Gartenpavillon, Garage (Tannenweg 3) | BW                               |
| 44271 Wikidata | Witzhaver Viert 1, 2, 3, 4 (53° 32′ 58″ N, 10° 20′ 27″ O)                                                       | Forstgehöft Witzhaver Viert  | Forstgehöft Witzhaver Viert; um 1855, E. 19. Jh., 1939/40; auf die dänische Herrschaft zurückgehende, auf einer Waldlichtung liegende Anlage aus Försterhaus mit Nebengebäuden, Hauerhaus und zwei jüngeren Waldarbeiterhäusern mit Nebengebäuden - Begründung: geschichtlich, Kulturlandschaft prägend - Schutzumfang: Forsthaus, Stallscheune, Nebengebäude, Backhaus (Witzhaver Viert 1), Hauerhaus, Nebengebäude (Witzhaver Viert 2), Waldarbeiterhaus, Wirtschaftsgebäude, Holzschuppen (Witzhaver Viert 3), Waldarbeiterhaus, Wirtschaftsgebäude, Holzschuppen (Witzhaver Viert 4) | BW                               |

## Bauliche Anlagen und Gründenkmale
| Objekt-ID      | Lage                                                  | Offizielle Bezeichnung               | Beschreibung | Bild                             |
| -------------- | ----------------------------------------------------- | ------------------------------------ | --- | -------------------------------- |
| 12586 Wikidata | Alte Hege 4 – 6 (53° 31′ 47″ N, 10° 18′ 53″ O)        | Villa                                | Ehemaliges Internatsgebäude; Alteintragung (Aktualisierung vorgesehen) - Begründung: geschichtlich, künstlerisch, städtebaulich, Kulturlandschaft prägend - Schutzumfang: Villa - Denkmaltyp: Bauliche Anlage | Fotos hochladen                  |
| 12587 Wikidata | Alte Hege 4 – 6 (53° 31′ 19″ N, 10° 18′ 39″ O)        | Landhausgarten                       | Alteintragung (Aktualisierung vorgesehen) - Begründung: geschichtlich, künstlerisch, städtebaulich, Kulturlandschaft prägend - Schutzumfang: gesamtes Objekt - Denkmaltyp: Gründenkmal | BW                               |
| 12785 Wikidata | Alte Hege 4 – 6 (53° 31′ 47″ N, 10° 18′ 53″ O)        | Ehemalige Remise                     | Alteintragung (Aktualisierung vorgesehen) - Begründung: Alteintragung (Aktualisierung vorgesehen) - Schutzumfang: Alteintragung (Aktualisierung vorgesehen) - Denkmaltyp: Bauliche Anlage | BW                               |
| 11364 Wikidata | Alte Hege 5 (53° 31′ 16″ N, 10° 18′ 43″ O)            | Landhaus Meyer                       | Alteintragung (Aktualisierung vorgesehen) - Begründung: geschichtlich, künstlerisch - Schutzumfang: gesamtes Äußeres, - Denkmaltyp: Bauliche Anlage | BW                               |
| 7255 Wikidata  | Am Bahnhof (53° 31′ 41″ N, 10° 20′ 28″ O)             | Bahnhof Friedrichsruh                | Bahnhof Friedrichsruh; 1846, Architekt Friedrich Neuhaus; breit gelagerter flachgedeckter Putzbau in klassizistischer Gestaltung, mit Kniestock, Längsfronten mit schmalen Seitenrisaliten, Fassaden genutet, an der Nordseite zwei Linden - Begründung: geschichtlich, wissenschaftlich, künstlerisch, Kulturlandschaft prägend - Schutzumfang: Bahnhof Friedrichsruh, zwei Linden - Denkmaltyp: Bauliche Anlage, Sachgesamtheit: Bahnhof Friedrichsruh | weitere Fotos \| Fotos hochladen |
| 2913 Wikidata  | Am Bismarckmausoleum 1 (53° 31′ 40″ N, 10° 20′ 10″ O) | Bismarckmausoleum                    | Das Mausoleum wurde 1898/1899 erbaut. Es befindet sich im Park des Ruhesitzes des ehemaligen Reichskanzlers Otto von Bismarck. Architekt Ferdinand Schorbach; Grabkapelle Ottos von Bismarck, einschiffiger, zweigeschossiger Tuffsteinbau mit gedrungenem achteckigem Westturm, Ostapsis und südlicher Vorhalle, hohes Sockelgeschoss in Granitbruchsteinmauerwerk, historisierende Gestaltung in Formen der Spätromanik - Begründung: geschichtlich, künstlerisch, städtebaulich - Schutzumfang: gesamtes Objekt - Denkmaltyp: Bauliche Anlage, Sachgesamtheit: Bismarckmausoleum mit Umfeld | weitere Fotos \| Fotos hochladen |
| 24182          | Am Bismarckmausoleum (53° 31′ 40″ N, 10° 20′ 12″ O)   | Hohlweg                              | Hohlweg; historischer, in die Landschaft einschneidender Zufahrtsweg nach Friedrichsruh von Süden, bunte Natursteinpflasterung im Diagonalversatz, beidseitig bewach-sene Böschungen - Begründung: geschichtlich, Kulturlandschaft prägend - Schutzumfang: gesamtes Objekt - Denkmaltyp: Bauliche Anlage, Sachgesamtheit: Bismarckmausoleum mit Umfeld | BW                               |
| 5872 Wikidata  | Am Museum 2 (53° 31′ 44″ N, 10° 20′ 24″ O)            | Bismarck-Museum                      | Bismarck-Museum; 1889; sog. Altes Landhaus, eingeschossiger langgestreckter Fachwerkbau mit pfannengedecktem Satteldach, die rechte Gebäudehälfte mit gemauertem Kellersockel und flachem, dreiachsigem, übergiebeltem Eingangsrisalit mit Freitreppe - Begründung: geschichtlich, wissenschaftlich, städtebaulich - Schutzumfang: gesamtes Objekt - Denkmaltyp: Bauliche Anlage, Sachgesamtheit: Friedrichsruh-Ort | weitere Fotos \| Fotos hochladen |
| 5873 Wikidata  | Am Museum 5 (53° 31′ 46″ N, 10° 20′ 22″ O)            | Marstall                             | Marstall; um 1900; langgestreckter zweigeschossiger Putzbau in schlichten spätklassizistischen Formen mit schiefergedecktem Walmdach, an der Hauptfassade drei, an der Rückfront zwei übergiebelte Risalite - Begründung: geschichtlich, künstlerisch, städtebaulich - Schutzumfang: gesamtes Objekt - Denkmaltyp: Bauliche Anlage, Sachgesamtheit: Schloss Friedrichsruh | Fotos hochladen                  |
| 5875 Wikidata  | Am Schloßteich 4 – 8 (53° 31′ 52″ N, 10° 20′ 3″ O)    | Alte Brauerei                        | Alte Brauerei; 2. Hälfte 17. Jh.; eingeschossiger, rückseitig zweigeschossi-ger Fachwerkbau auf heute gemauertem Sockel mit pfannengedecktem steilem Halbwalm-dach, nach Süden niedriger massiver Anbau der Zeit um 1900 - Begründung: geschichtlich, wissenschaftlich, Kulturlandschaft prägend - Schutzumfang: gesamtes Objekt - Denkmaltyp: Bauliche Anlage, Sachgesamtheit: Schloss Friedrichsruh | BW                               |
| 5876 Wikidata  | Am Schloßteich 5 (53° 31′ 51″ N, 10° 20′ 1″ O)        | Neue Oberförsterei                   | Neue Oberförsterei; 1911; eingeschossiger Putzbau im Reformstil mit ho-hem pfannengedecktem Kurzwalmdach und breitem übergiebeltem Mittelrisalit und Veranda an der südlichen Längsseite - Begründung: geschichtlich, wissenschaftlich, Kulturlandschaft prägend - Schutzumfang: gesamtes Objekt - Denkmaltyp: Bauliche Anlage, Sachgesamtheit: Schloss Friedrichsruh | Fotos hochladen                  |
| 5874 Wikidata  | Am Schloßteich (53° 31′ 51″ N, 10° 20′ 3″ O)          | Braumeister-Wohnhaus                 | Braumeister-Wohnhaus; 18. Jh.; zur historischen Brauerei gehörender ein-geschossiger Fachwerkbau auf heute gemauertem Sockel mit pfannengedecktem Halb-walmdach - Begründung: geschichtlich, Kulturlandschaft prägend - Schutzumfang: gesamtes Objekt - Denkmaltyp: Bauliche Anlage, Sachgesamtheit: Schloss Friedrichsruh | BW                               |
| 50727          | Am Schloßteich (53° 31′ 53″ N, 10° 20′ 2″ O)          | Brücke mit Wehr                      | Brücke mit Wehr; historische Überquerung der um 1600 in Friedrichsruh zum Schlossteich aufgestauten Schwarzen Au mit durchflussregulierendem Wehr, umlaufend Eisengeländer - Begründung: geschichtlich, technisch, Kulturlandschaft prägend - Schutzumfang: Brücke mit Wehr, Geländer - Denkmaltyp: Bauliche Anlage, Sachgesamtheit: Schloss Friedrichsruh | Fotos hochladen                  |
| 3113 Wikidata  | Bahnhofstraße (53° 31′ 47″ N, 10° 18′ 53″ O)          | Bahnhof-Stationsgebäude              | Alteintragung (Aktualisierung vorgesehen) - Begründung: Alteintragung (Aktualisierung vorgesehen) - Schutzumfang: Alteintragung (Aktualisierung vorgesehen) - Denkmaltyp: Bauliche Anlage | weitere Fotos \| Fotos hochladen |
| 11310 Wikidata | Bergstraße 14 (53° 31′ 35″ N, 10° 18′ 29″ O)          | Villa Rüppel                         | Alteintragung (Aktualisierung vorgesehen) - Begründung: Alteintragung (Aktualisierung vorgesehen) - Schutzumfang: Alteintragung (Aktualisierung vorgesehen) - Denkmaltyp: Bauliche Anlage | BW                               |
| 11311 Wikidata | Bergstraße 14 (53° 31′ 35″ N, 10° 18′ 30″ O)          | Villengarten                         | Alteintragung (Aktualisierung vorgesehen) - Begründung: geschichtlich, künstlerisch, städtebaulich - Schutzumfang: gesamtes Objekt - Denkmaltyp: Gründenkmal | BW                               |
| 10709 Wikidata | Berliner Platz (53° 31′ 23″ N, 10° 18′ 39″ O)         | Bismarck-Turm                        | Der Turm wurde von 1898 bis 1901 als Wasserturm erbaut. Bis 1926 war in dem Turm auch ein Bismarck-Museum untergebracht. Alteintragung (Aktualisierung vorge-sehen) - Begründung: Alteintragung (Aktualisierung vorgesehen) - Schutzumfang: Alteintragung (Aktualisierung vorgesehen) - Denkmaltyp: Bauliche Anlage | weitere Fotos \| Fotos hochladen |
| 11356 Wikidata | Bismarckallee 1 (53° 31′ 42″ N, 10° 18′ 36″ O)        | Villa Specht                         | Alteintragung (Aktualisierung vorgesehen) - Begründung: geschichtlich, künstlerisch, städtebaulich - Schutzumfang: gesamtes Objekt - Denkmaltyp: Bauliche Anlage | BW                               |
| 4015 Wikidata  | Bismarckallee 12 (53° 31′ 34″ N, 10° 18′ 34″ O)       | Villa Berner                         | Alteintragung (Aktualisierung vorgesehen) - Begründung: Alteintragung (Aktualisierung vorgesehen) - Schutzumfang: Alteintragung (Aktualisierung vorgesehen) - Denkmaltyp: Bauliche Anlage | BW                               |
| 11309 Wikidata | Bismarckallee 12 (53° 31′ 35″ N, 10° 18′ 30″ O)       | Villengarten                         | Alteintragung (Aktualisierung vorgesehen) - Begründung: geschichtlich, städtebaulich - Schutzumfang: gesamtes Objekt - Denkmaltyp: Gründenkmal | BW                               |
| 12609 Wikidata | Börnsener Straße 10 (53° 31′ 27″ N, 10° 18′ 46″ O)    | Wohnhaus                             | Baujahr 1923 für Herrn W. Riekes, Architekt Alfred Hackmack BDA, Baustil Expressionismus, eingeschossiger Backsteinbau mit Mansarddach, südlich polygonaler An-bau - Begründung: geschichtlich, städtebaulich - Schutzumfang: gesamtes Objekt - Denkmaltyp: Bauliche Anlage | BW                               |
| 6409 Wikidata  | Börnsener Straße (53° 31′ 15″ N, 10° 18′ 52″ O)       | Bismarck-Gedächtnis-Kirche           | Die Kirche wurde 1930 erbaut. Alteintragung (Aktualisierung vorgesehen) - Begründung: geschichtlich, künstlerisch, städtebaulich - Schutzumfang: gesamtes Objekt - Denkmaltyp: Bauliche Anlage | weitere Fotos \| Fotos hochladen |
| 12792          | Dora-Specht-Allee 2 (53° 31′ 43″ N, 10° 18′ 48″ O)    | Wohnhaus Brüning                     | Wohnhaus Brüning; 1915, 1925–26, Architekt Erich Elingius; zweigeschos-siger Backsteinbau mit Walmdach, symmetrische Hauptfassade mit Mittelerker und Kolos-salpilastern, seitlicher Altan sowie rückwärtiger, expressionistisch gestalteter Anbau des Büros Elingius & Schramm (1925–26) - Begründung: geschichtlich, künstlerisch, städtebaulich - Schutzumfang: gesamtes Objekt - Denkmaltyp: Bauliche Anlage | BW                               |
| 10710 Wikidata | Ernst-Anton-Straße 27 (53° 31′ 18″ N, 10° 18′ 57″ O)  | Fürstin-Ann-Mari-von-Bismarck-Schule | Alteintragung (Aktualisierung vorgesehen) - Begründung: Alteintragung (Aktualisierung vorgesehen) - Schutzumfang: Alteintragung (Aktualisierung vorgesehen) - Denkmaltyp: Bauliche Anlage | Fotos hochladen                  |
| 12678 Wikidata | Ernst-Anton-Straße 27 (53° 31′ 18″ N, 10° 19′ 0″ O)   | Turnhalle von 1958                   | Alteintragung (Aktualisierung vorgesehen) - Begründung: Alteintragung (Aktualisierung vorgesehen) - Schutzumfang: Alteintragung (Aktualisierung vorgesehen) - Denkmaltyp: Bauliche Anlage | Fotos hochladen                  |
| 27942          | Mühlenweg 1 (53° 31′ 49″ N, 10° 18′ 38″ O)            | Forsthof                             | Ehemalige Villa Forsthof; 1892, Architekten Semper und Krutisch, Bauherr Emil Voigt; zweigeschossiger Putzbau auf rechteckigem Grundriss mit Walmdach, oktogona-ler Eckturm, zweigeschossiger Balkon, Stuckreliefs über den Fenstern; östlich eingeschossi-ger Anbau mit Kniestock und Zierfachwerk - Begründung: geschichtlich, künstlerisch, städtebaulich - Schutzumfang: gesamtes Objekt - Denkmaltyp: Bauliche Anlage | BW                               |
| 5877 Wikidata  | Ödendorfer Weg 5 (53° 31′ 51″ N, 10° 20′ 26″ O)       | Forsthaus                            | Das Forsthaus wurde im Jahr 1874 erbaut; eingeschossiger Bau mit Drem-pel und Satteldach, Mittelteil zweigeschossig und mit eigenem Dach, insgesamt holzverschalt, außermittiger Eingangsvorbau, nach Norden seitlicher Saalbau mit flach gerundeter Holzdecke im Inneren. Das Forsthaus steht seit 1990 unter Denkmalschutz. - Begründung: geschichtlich, städtebaulich - Schutzumfang: gesamtes Objekt - Denkmaltyp: Bauliche Anlage, Sachgesamtheit: Friedrichsruh-Ort | Fotos hochladen                  |
| 12819          | Pfingstholzallee 4 (53° 31′ 41″ N, 10° 19′ 3″ O)      | Villa                                | Villa; 1914, Architekt Erich Teschemacher; zweigeschossiger Putzbau unter Mansarddach mit Anbauten, Erkern und Balkonen, in der Formensprache des Heimatschutz-stils gestaltet - Begründung: geschichtlich, städtebaulich - Schutzumfang: gesamtes Objekt - Denkmaltyp: Bauliche Anlage, Sachgesamtheit: Villenensemble Gebrüder West | BW                               |
| 27382          | Schloßweg 1 (53° 31′ 44″ N, 10° 20′ 15″ O)            | Schloss Friedrichsruh                | Schloss Friedrichsruh; 1947, 1982, Architekt E. Elingius; zweigeschossiger neunachsiger Putzbau in schlichten Formen mit pfannengedecktem Walmdach, im Nordwes-ten Bogenvorhalle mit Terrassendach, im Nordosten 1982 durch eingeschossigen Seitenflügel erweitert - Begründung: geschichtlich, künstlerisch, Kulturlandschaft prägend - Schutzumfang: gesamtes Objekt - Denkmaltyp: Bauliche Anlage, Sachgesamtheit: Schloss Friedrichsruh | BW                               |
| 9523 Wikidata  | Schloßweg 1 (53° 31′ 46″ N, 10° 20′ 12″ O)            | Schloss Friedrichsruh: Schlosspark   | Schlosspark; 1905, erw. 1913, umgestaltet 1938 u.1941; eingefriedeter Landschaftsgarten, mehrere Entwicklungsphasen am Schloss Friedrichsruh, mit Terrassen-garten, Badegarten und Obstwiese, historischem Baumbestand und Wegeführung - Begründung: geschichtlich, wissenschaftlich, künstlerisch - Schutzumfang: Schlosspark, Schlossparkmauer und Portale - Denkmaltyp: Gründenkmal, Sachgesamtheit: Schloss Friedrichsruh | Fotos hochladen                  |
| 12831          | Tannenweg 3 (53° 31′ 41″ N, 10° 18′ 59″ O)            | Villa                                | Villa; 1911, Architekt Emil Neupert; zweigeschossiger Putzbau unter Man-sarddach, in der Formensprache des Heimatschutzstils gestaltet, im Südosten vorgelagerte Terrassenanlage - Begründung: geschichtlich, städtebaulich - Schutzumfang: gesamtes Objekt - Denkmaltyp: Bauliche Anlage, Sachgesamtheit: Villenensemble Gebrüder West | BW                               |

## Ehemalige Kulturdenkmale
| Objekt-ID      | Lage                                       | Offizielle Bezeichnung     | Beschreibung            | Bild |
| -------------- | ------------------------------------------ | -------------------------- | ----------------------- | ---- |
| 26541 Wikidata | Alte Hege 8 (53° 31′ 17″ N, 10° 18′ 36″ O) | Landhausgarten (Teilstück) | Denkmaltyp: Gründenkmal | BW   |